# Лисардо Довал
Лисардо Довал Браво (на испански: Lisardo Doval Bravo) е испански офицер от Гражданската гвардия.
Добре известен като един от главните отговорници за потушаването на Астурийската революция от 1934 г., в която използва брутални методи, заклеймени от правителството на Алехандро Леру. Когато избухва Гражданската война в Испания през 1936 г., той се присъединява към страната на бунтовниците и през май 1937 г. е назначен от Франсиско Франко за ръководител на сигурността в щаба на генералистите в Саламанка.

## Биография
Довал е роден в малко селце в провинция Ла Коруня през 1888 г. Когато е дете се запознава с Франсиско Франко, който е четири години по-малък от него в Ел Ферол, а по-късно се срещат в пехотната академия в Толедо. Той се присъединява към гражданската гвардия като офицер и служи в Овиедо от 1917 до 1922 г. По време на диктатурата на Мигел Примо де Ривера е повишен в капитан и е назначен за началник на гарнизона в Хихон, където остава от 1926 до 1931 г.
През този период Довал се откроява със суровостта, с която потиска стачките и демонстрациите на републиканската и работническата левица. По време на „Диктабланда“ на генерал Дамасо Беренгер ръководи репресиите в Хихон на общата стачка, свикана за 15 декември 1930 г. от републиканско-социалистическия „революционен комитет“, произлязъл от Пакта от Сан Себастиан. В този ден един работник е убит, а друг ранен в резултат на изстрели от йезуитска сграда. Капитан Довал нарежда кавалерийска атака срещу работниците и по-късно разрешава побоя над стачкуващите, за да осъди техните лидери. През април 1931 г. прибягва до използването на картечници, за да отблъсне нападение срещу казармата си.
Новото републиканско кметство на Хихон, съставено след общинските избори на 12 април 1931 г., се опитва да започне процес на прочистване на отговорностите за действията, извършени от капитан Довал и Гражданската гвардия по негово нареждане. Когато Довал разбира за намеренията на Общинския съвет, той пише дълго оневиняващо писмо, което е публикувано във вестниците „El Comercio“ и „La Prensa“. На следващия ден във вестник „El Noroeste“ се появяват няколко писма до директора на адвокатите и хората, задържани от Довал, в които те осъждат изтезанията и малтретирането, на които са били подложени.
Участва в неуспешния държавен преврат на генерал Хосе Санхурхо от август 1932 г., за който е спрян, но се възползва от амнистията, предоставена от радикалното правителство на Алехандро Леру на 24 април 1934 г.

## Гражданска война
Когато се извършва превратът през юли 1936 г., майор Довал повежда колона от Саламанка, която напредва към Авила, за да окупира селата близо до планините и да влезе в Мадрид, но колоната му е разпусната, когато е победена от лоялните сили, идващи от Мадрид под командването на подполковник Хулио Мангада. В тези операции участва и водачът на испанската фаланга Онесимо Редондо, който ръководи фалангистките милиции. Редондо умира на 24 юли в град Лабахос в Сеговия. Когато новината достига до фалангистките милиции, съставени от последователи на Редондо, готови да отмъстят за смъртта му, подкрепени от военна част под командването на командир Довал, той отива в Саламанка, където извършва репресии срещу левичарите, които вече са били арестувани. Много от тях са изведени от килиите им от фалангистите и екзекутирани. Сред тях са кметът на града, Касто Прието Караско, професор по радиология в Медицинския факултет на университета в Саламанка, и депутатът социалист Хосе Андрес Мансо.
На 14 май 1937 г. е назначен от Франко за ръководител на охраната на резиденцията и щаба на Генералисимуса в Саламанка, поемайки командването на „европейските и марокански сили, отговарящи за гвардията на Н. Пр.“
След като гражданската война приключва, Довал председателства военните съвети срещу победените в Тортоса. В два процеса, проведени на 10 август 1939 г., включващи съответно 14 и 15 души, обвиняемите успяват да говорят само с военния, назначен за защитник в деня на процеса, и целият процес не продължава повече от половин час.
Около 1953 г. се пенсионира с чин генерал от Гражданската гвардия. Довал умира през 1975 г. на 87-годишна възраст във военната болница Gomez Ulla в Мадрид, само месец преди смъртта на Франко.